# 야코프 얀처
야코프 얀처(독일어: Jakob Jantscher, 1989년 1월 8일 ~ )는 오스트리아 분데스리가 소속 팀인 SK 슈투름 그라츠에서 활약하고 있는 오스트리아의 축구 선수이다.

## 수상
- 오스트리아 분데스리가 (1):
  - 2012 (FC 레드불 잘츠부르크)
- 오스트리아 컵 (2):
  - 2010 (SK 슈투름 그라츠)
  - 2012 (FC 레드불 잘츠부르크)